# Gare de L’Isle-d’Abeau
Gare de L’Isle-d’Abeau – stacja kolejowa w L’Isle-d’Abeau, w departamencie Isère, w regionie Owernia-Rodan-Alpy, we Francji.
Jest stacją Société nationale des chemins de fer français (SNCF), obsługiwaną przez pociągi TER Rhône-Alpes.